# Snake Lake
Der Snake Lake (englisch für Schlangen-See) ist ein See an der Ingrid-Christensen-Küste des ostantarktischen Prinzessin-Elisabeth-Lands. Er liegt in den Vestfoldbergen.
Das Antarctic Names Committee of Australia benannte ihn 1983 nach der markanten, schlangenförmigen Moräne an seinem Nordufer.